# Alles über Wikipedia und die Menschen hinter der größten Enzyklopädie der Welt

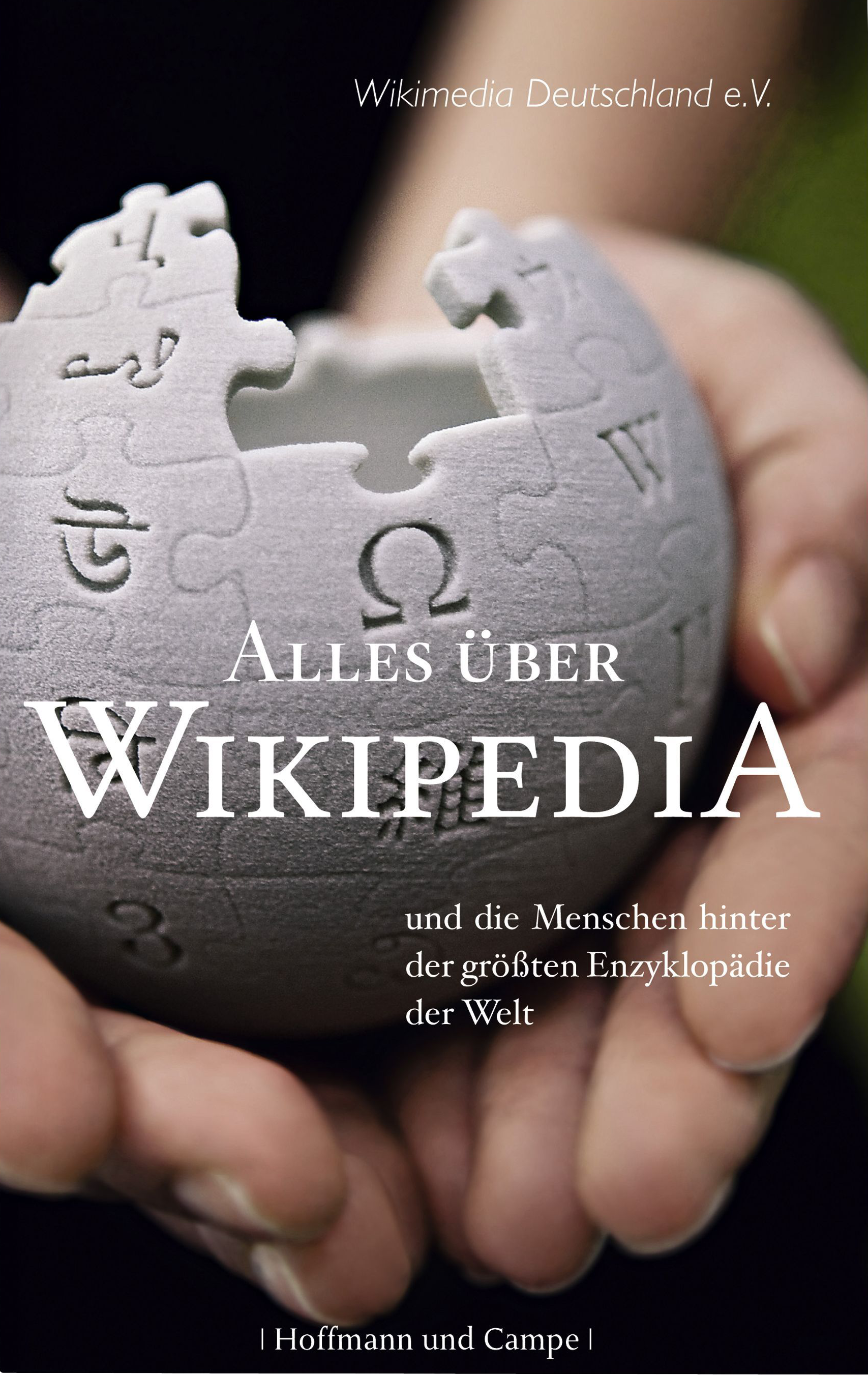
Das Cover des Buches

Alles über Wikipedia und die Menschen hinter der größten Enzyklopädie der Welt ist ein bei Hoffmann und Campe erschienenes Buch über die Online-Enzyklopädie Wikipedia aus dem Jahr 2011. Die etwa 100 verschiedenen Autoren sind aktive Autoren der Enzyklopädie und Mitarbeiter der Wikimedia Deutschland. Das Buch erschien unter einer freien Lizenz (Creative Commons Attribution-ShareAlike 3.0 Unported, CC-by-sa).

## Inhalt
Das Buch enthält auf 352 Seiten die Entstehungsgeschichte und Informationen zur Technik der Wikipedia sowie Anekdoten, Erfahrungsberichte und Anleitungen zur Mitarbeit in der Enzyklopädie.
Zusätzlich zur Druckausgabe wurden auch frei einsehbare, bebilderte und erweiterte Inhalte herausgegeben, die aus Kostengründen nicht in der Druckausgabe erscheinen konnten.

## Geschichte
Anlässlich des zehnten Geburtstages der Wikipedia beschlossen einige Autoren, ein Buch über die Enzyklopädie zu schreiben. Das Buch erschien am 14. September 2011.

## Rezensionen
Die Deutsche Presse-Agentur veröffentlichte eine Rezension des Buches, die mehrfach übernommen wurde.

„Vor allem die Interna machen das Buch lesenswert.“

„‚Alles über Wikipedia‘ ist ein lesenswertes Buch, das öffentliche Wahrnehmung der Wikipedia ändern kann: Da die Nutzer besonders über die Diskussionskultur und Qualitätsansprüche aufgeklärt werden, können sie sich ein genaues Bild davon machen, wie die Enzyklopädie arbeitet und was sie zusammenhält. Tipp: Einfach mal reinlesen!“

„… manche Passagen lesen sich zäh. Viele Texte sind eher Anekdoten als hintergründige Artikel. Und es hat sich manche inhaltliche Dopplung eingeschlichen, vor allem in den Erfahrungsberichten der Nutzer. Wenn Wikipedianer über Wikipedia schreiben, fehlt zudem der Blick von außen.“

„… eine Definition darüber, was es [das Buch] will und was es soll, hätte den Leser sicher gefreut, weil er weniger Artikel überblättern müsste. […] Wirklich schön ist, mit welcher Leidenschaft die Artikel geschrieben sind. Man merkt, dass sich hinter Wikipedia Autoren verbergen, die ihr Herzblut in das Projekt stecken – und damit, sind wir mal ehrlich, jedem von uns im Alltag und teilweise darüber hinaus helfen.“

## Ausgaben
- Wikimedia Deutschland e. V. (Hrsg.): Alles über Wikipedia und die Menschen hinter der größten Enzyklopädie der Welt. 1. Auflage. Hoffmann und Campe, Hamburg 2011, ISBN 978-3-455-50236-7 (Gedrucktes Buch).
- PDF-Version
- Nicht in der Druckausgabe erschienene Seiten wikimedia.de (Internet Archive)